# Розалинд Расел
Кетрин Розалинд Расел (енгл. Rosalind Russell; Вотербери, 4. јун 1907 – Беверли Хилс, 28. новембар 1976) била је америчка глумица, модел, комичарка, сценаристкиња и певачица, позната по улози брбљиве новинске новинарке Хилди Џонсон у ексцентричној комедији Хауарда Хокса „His Girl Friday“ (1940), уз Керија Гранта, као и по улогама Маме Денис у позоришној представи из 1956. и филмској адаптацији „Auntie Mame“ из 1958. и Роуз у филму „Gypsy“ (1962). Као позната комичарка, добила је разна признања, укључујући пет Златних глобуса и награду Тони, поред номинација за четири награде Академије и награду БАФТА. Расел је награђена хуманитарном наградом Џин Хершолт 1973. и наградом за животно дело Удружења филмских глумаца 1975. године.
Поред комичних улога, Расел је била позната по игрању драматичних ликова, често богатих, достојанствених и модерних жена. Била је једна од ретких глумица свог времена које су глумиле жене у професионалним улогама као што су судије, новинарке и психијатри. Њена каријера трајала је од 1930-их до 1970-их, а она је ову дуговечност приписала чињеници да, иако је имала много гламурозних улога, никада није постала секс симбол.